# ماريو بيرتيني
ماريو بيرتيني (بالإيطالية: Mario Bertini)‏ (مواليد 7 يناير 1944) هو لاعب كرة قدم. يلعب مع منتخب إيطاليا لكرة القدم. سبق له أن لعب في كأس العالم لكرة القدم مع منتخب بلاده.

## مسيرته الكروية
لعب ماريو بيرتيني خلال مسيرته الاحترافية مع 4 أندية في خمسة عشر موسمًا وسجل خلالها 51 هدفًا ضمن 342 مباراة. حيث فاز في موسم واحد بالكأس وفي موسم واحد بالدوري.
خاض ماريو بيرتيني مسيرته مع نادي براتو في موسم 1962–63 لمدة موسم واحد، مشاركًا في 3 مباريات ولم يسجل أي هدف. ثم انتقل إلى نادي إمبولي في موسم 1963–64 لمدة موسم واحد، حيث شارك في 31 مباراة سجل خلالها 7 أهداف. لينتقل بعدها إلى نادي فيورنتينا في موسم 1964–65 ليلعب معه أربعة مواسم، مشاركًا في 97 مباراة سجل خلالها 13 هدفًا. ثم انتقل إلى نادي إنتر ميلان في موسم 1968–69 ليلعب معه تسعة مواسم، مشاركًا في 211 مباراة سجل خلالها 31 هدفًا.

## روابط خارجية
- ماريو بيرتيني على موقع الاتحاد الدولي (مؤرشف)  (الإنجليزية)
- ماريو بيرتيني على موقع الاتحاد الأوربي (الإنجليزية)
- ماريو بيرتيني على موقع قاعدة بيانات كرة القدم.إي يو (الإنجليزية)
- ماريو بيرتيني على موقع ناشيونال فوتبول تيمز (الإنجليزية)
- ماريو بيرتيني على موقع عالم كرة القدم.نت (الإنجليزية)